# Куадрадо, Вероника
Вероника Мария Куадрадо Деэса (исп. Verónica María Cuadrado Dehesa; род. 8 марта 1979 года в Сантандере) — испанская гандболистка, игравшая на позиции линейной в сборной Испании; бронзовый призёр Олимпийских игр 2012 года и чемпионата мира 2011 года, серебряный призёр чемпионата Европы 2008 года.

## Карьера

### Клубная
Выступала на заре карьеры в клубах «Эрандио 2000», «Каха Кантабрия» и «Акаба Бера-Бера», в 2002 году перешла в «Ичако». В 2004 году перешла в «Астрок Сагунто», с которым выиграла чемпионат Испании и Суперкубок. Летом 2011 года Куадрадо перебралась в Данию, где сначала выступала за «Рандерс», с которым выиграла чемпионат Дании в 2012 году. Затем она перешла в «Вейен». Отыграв сезон за «Вейен», вернулась в «Рандерс», в котором и завершила карьеру в сезоне 2014/2015. С августа 2015 года Куадрадо является членом тренерского штаба молодёжной команды «Камарго».

### В сборной
Вероника Куадрадо сыграла 175 игр за сборную Испании, забила 222 гола. В составе сборной Испании она стала серебряным призёром чемпионата Европы 2008 года, бронзовым призёром чемпионата мира 2011 года и бронзовым призёром летних Олимпийских игр 2012 года.

## Достижения

### Клубные
- Чемпионка Испании: 2005
- Победительница Кубка Испании: 2008
- Победительница Суперкубка Испании: 2005
- Чемпионка Дании: 2012

### В сборной
- Бронзовый призёр Олимпийских игр: 2012
- Бронзовый призёр чемпионата мира: 2011
- Серебряный призёр чемпионата Европы: 2008

### Личные
- Лучшая правая крайняя чемпионата мира: 2011
- Лучшая правая крайняя чемпионата Европы: 2014